# Риби-клоуни
Риби-клоуни (Amphiprioninae) — підродина риб родини Помацентрових, що живуть у симбіозі з актиніями. Розміри від 10 до 18 см. Всеїдні тварини. Стійкі до отрути актиній, тому ховаються у їх щупальцях. В свою чергу постійно рухаючись, риби-клоуни збільшують приток води, внаслідок чого до актиній потрапляє більше їжі.
Після того, як риби-клоуни Amphiprion percula з'являються з ікринок, вони виходять у відкрите море, де проводять 10-12 днів. Течія відносить юних клоунів далеко від того місця, де вони з'явилися на світ. Проте велика частина риб (з тих, хто не став здобиччю хижаків) зазвичай повертається до «рідних» актиній. Досі у зоологів не було єдиної думки, як саме A. percula знаходять дорогу додому. Співробітники Університету Джеймса Кука в Таунсвіллі з'ясували, що клоунів приваблює запах листя, яке потрапляє у воду з дерев, що ростуть на островах, поряд з якими живуть актинії. Робота дослідників опублікована в журналі Proceedings of the Royal Society B.
Для розмноження риб-клоунів характера дихогамія за моделлю протоандрії. Зокрема, клоуни помаранчові (Amphiprion percula) мешкають на актинії групою, яка складається з пари, яка розмножується, а також до 4 особин, які участі в розмноженні не беруть. Самка має найбільші розміри; самець, який бере участь у розмноженні — другий за розміром. Інші самці дрібніші та їхні статеві залози не функціонують. Якщо самка гине, найбільший самець набирає вагу і стає самкою для цієї групи. У найбільшого серед інших самців відбувається статеве дозрівання і він стає репродуктивним самцем.

## Галерея

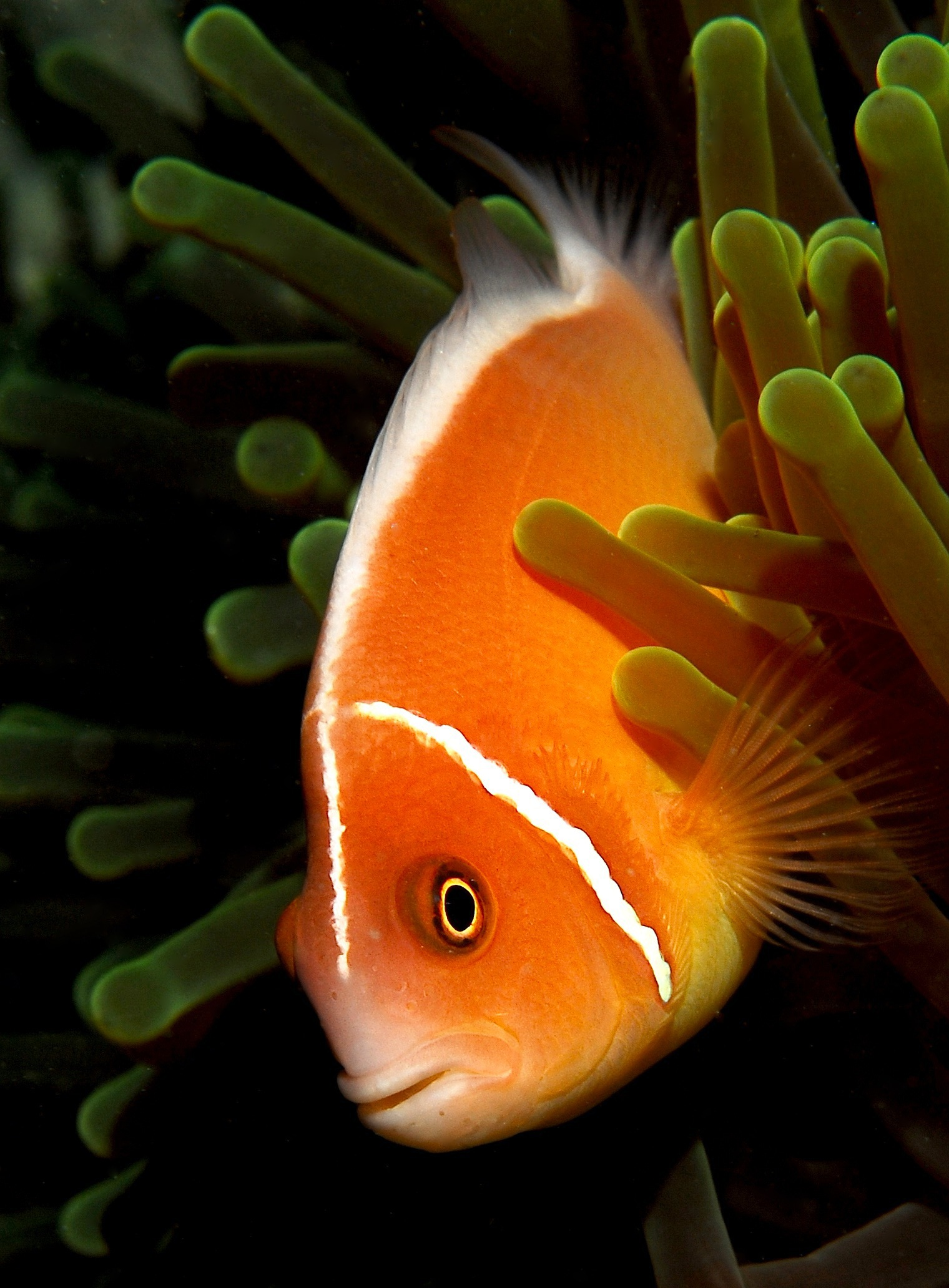
Клоун рожевий
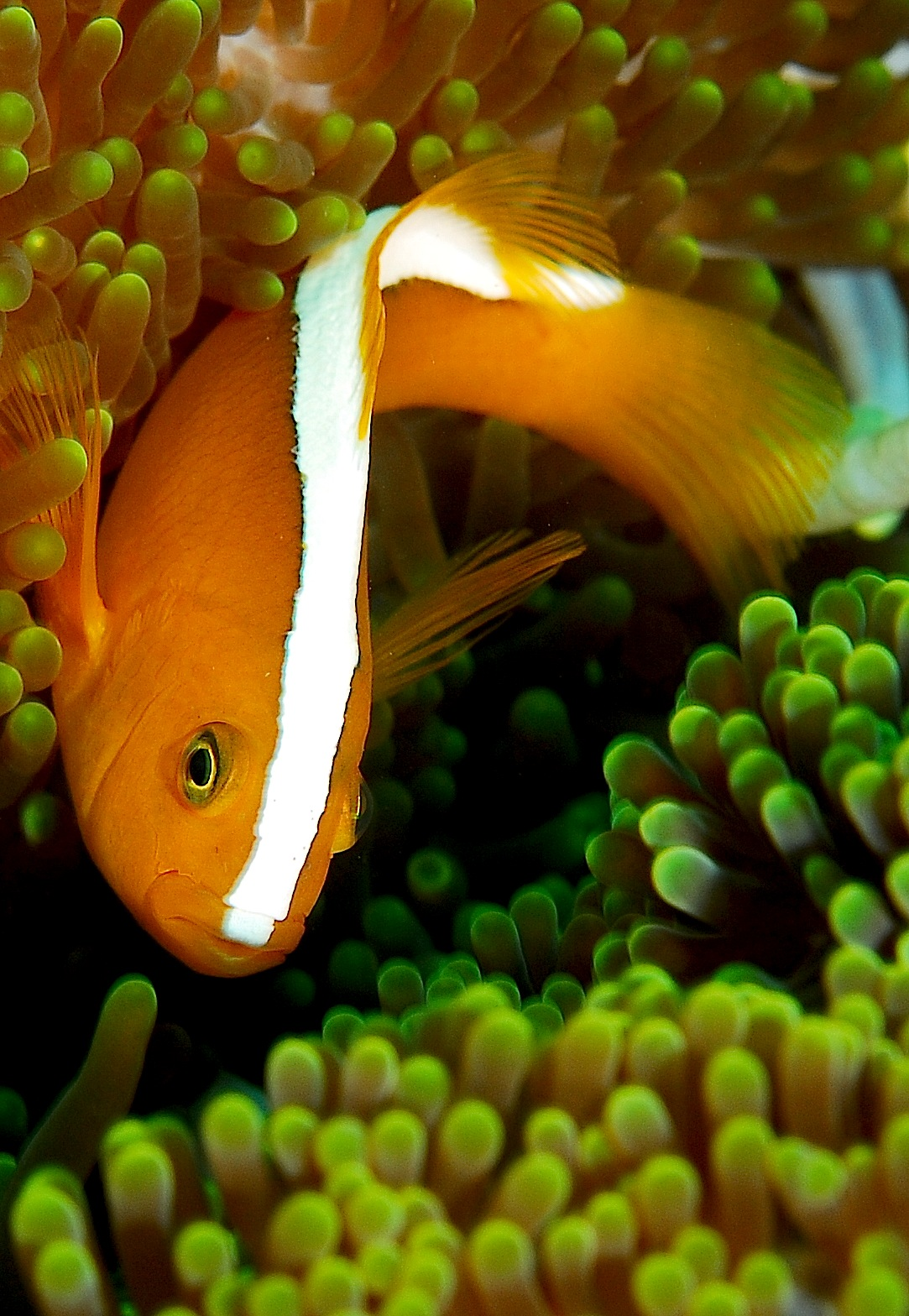
Клоун помаранчовий
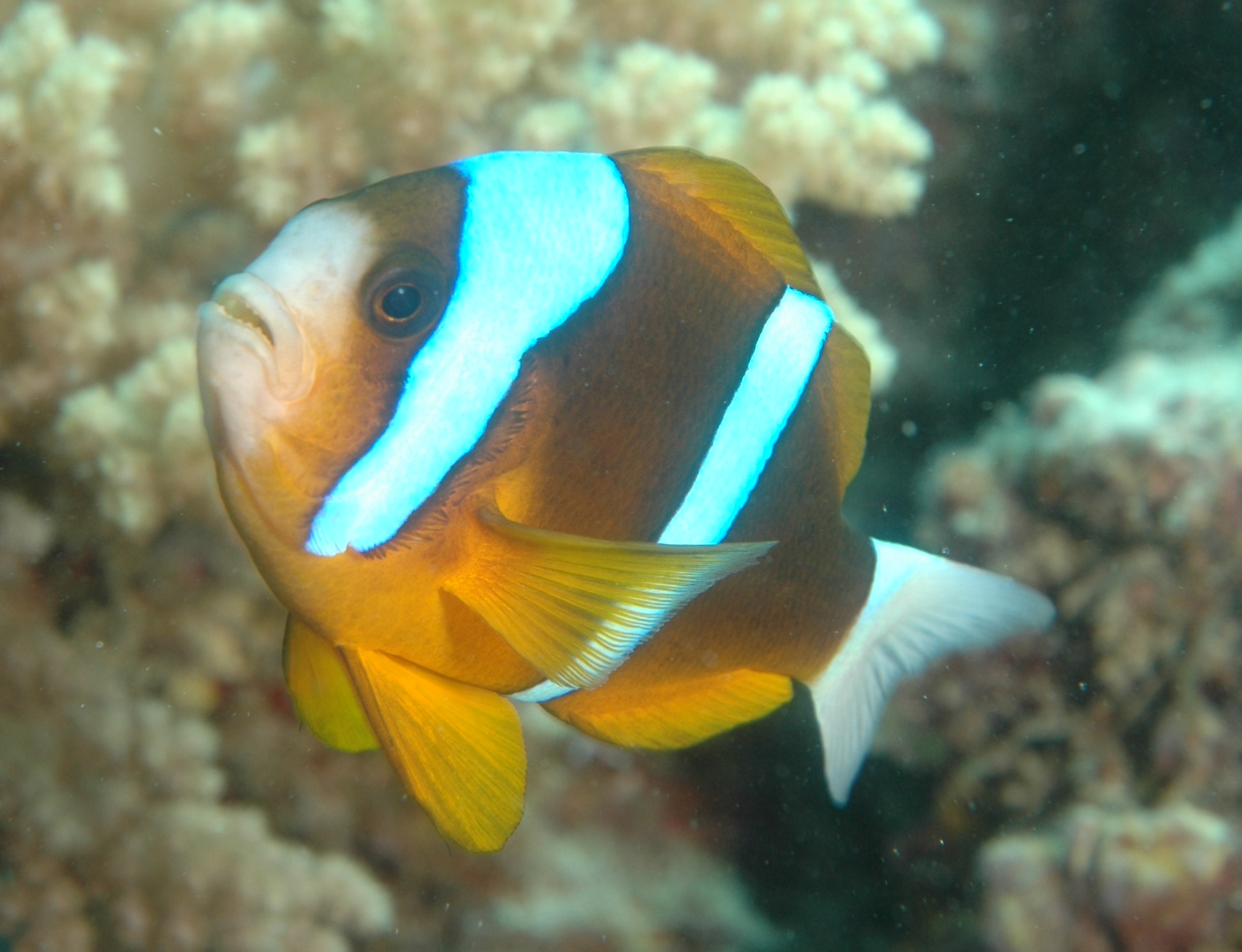
Клоун скунсовий
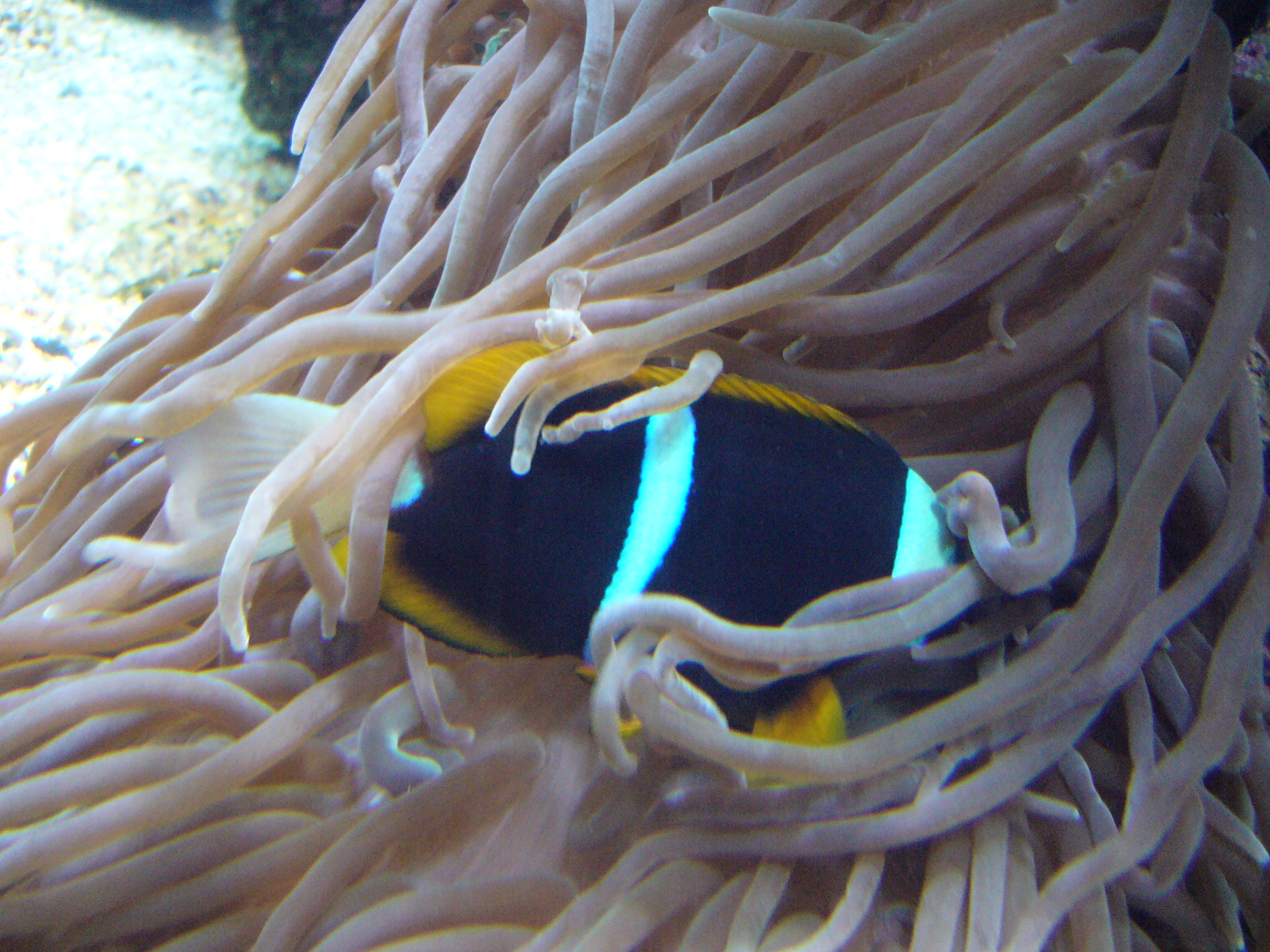
Клоун чорнохвостий
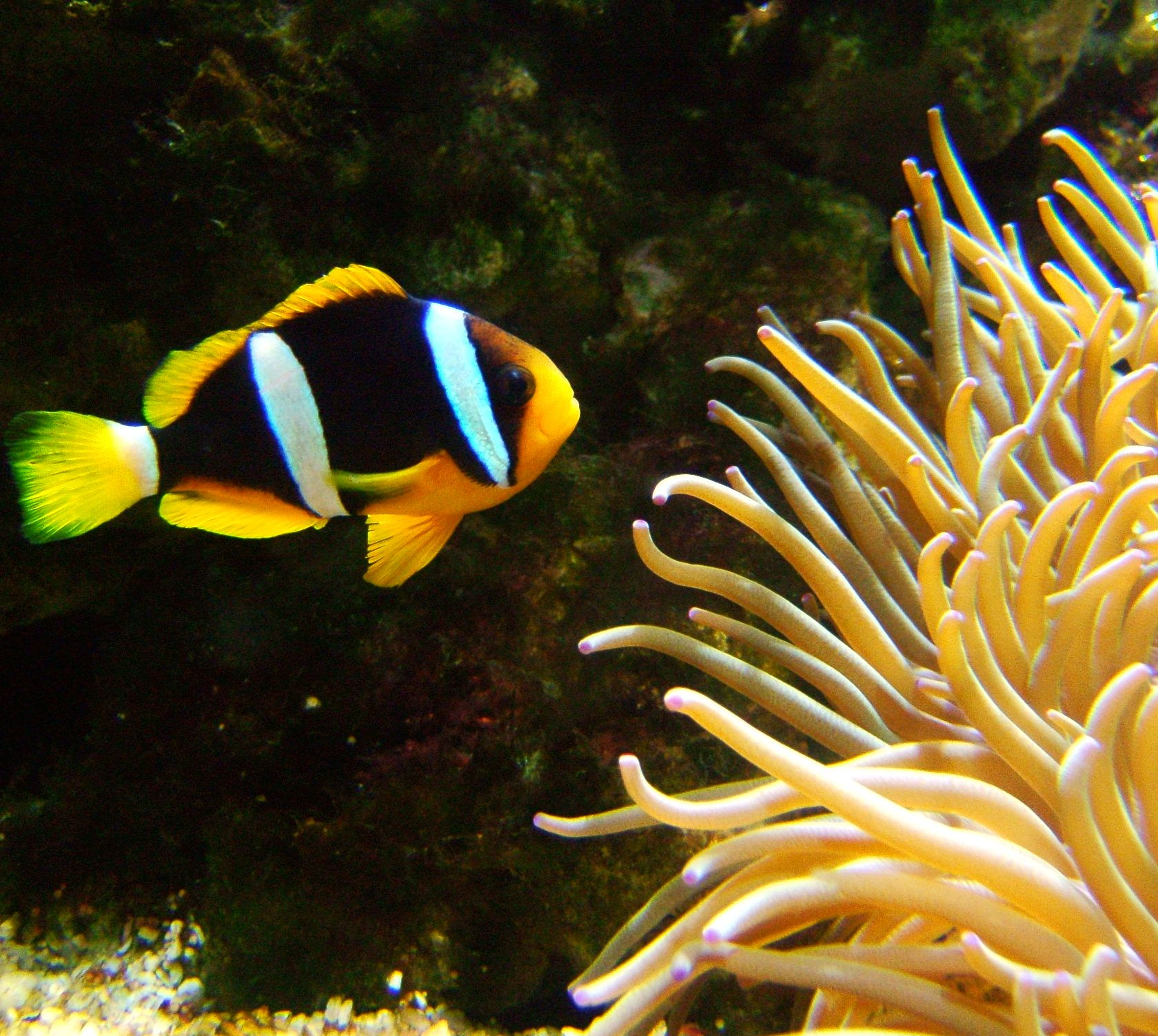
Клоун Алларда
- Клоун Кларка
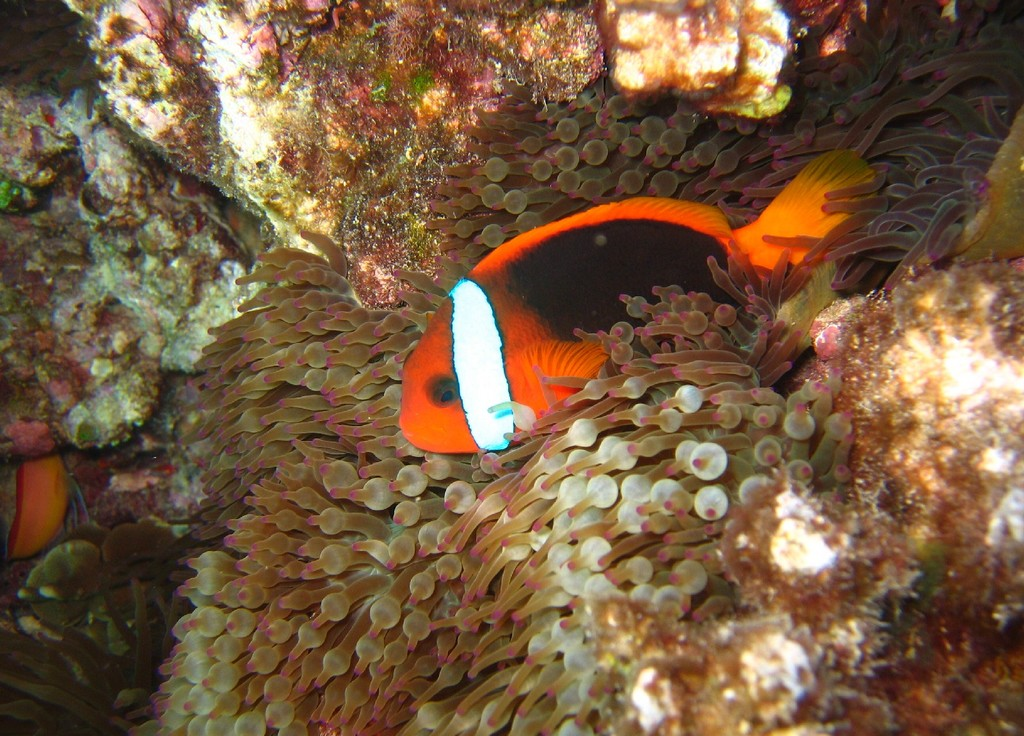
Клоун червоно-чорний
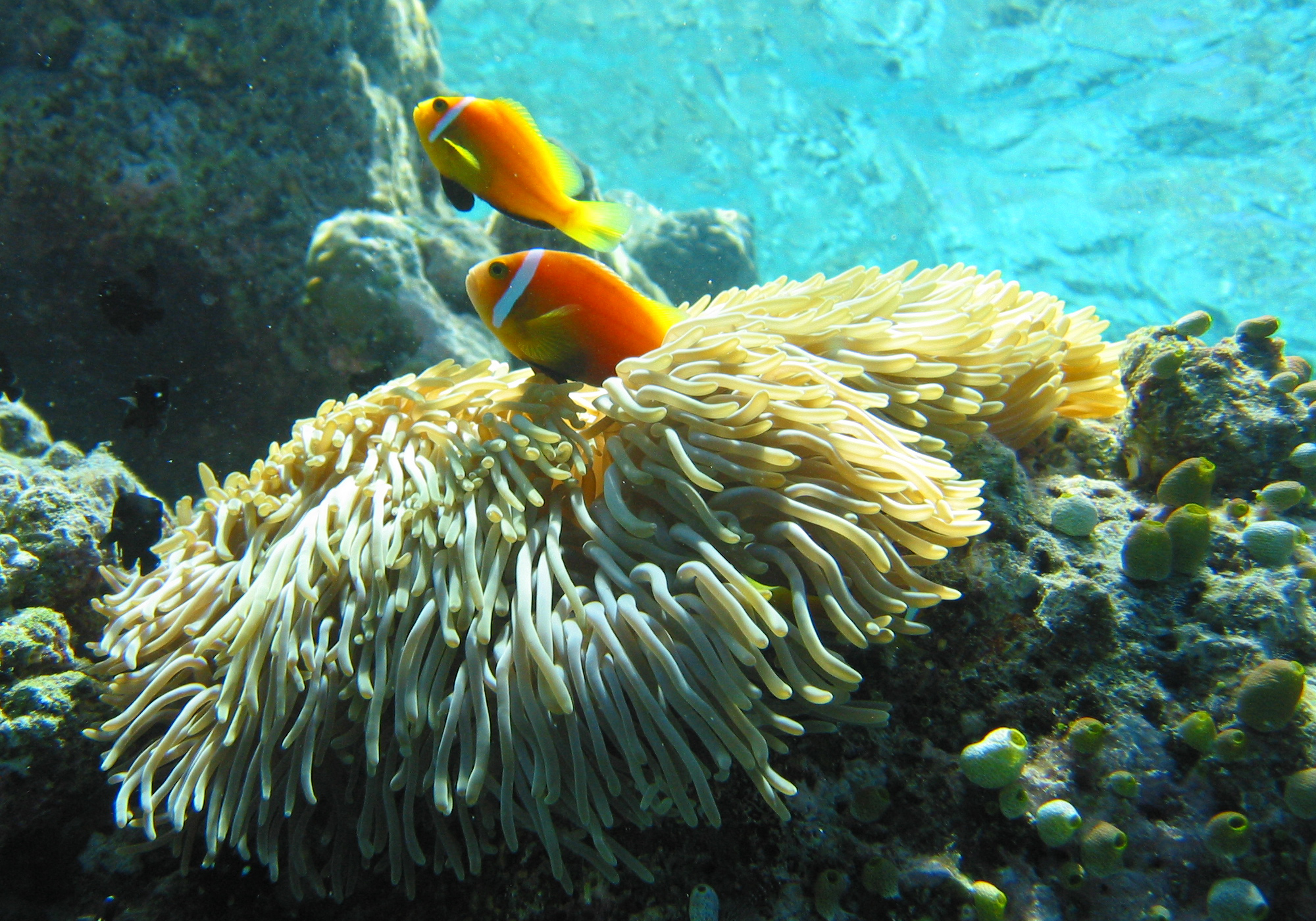
Клоун мальдівський
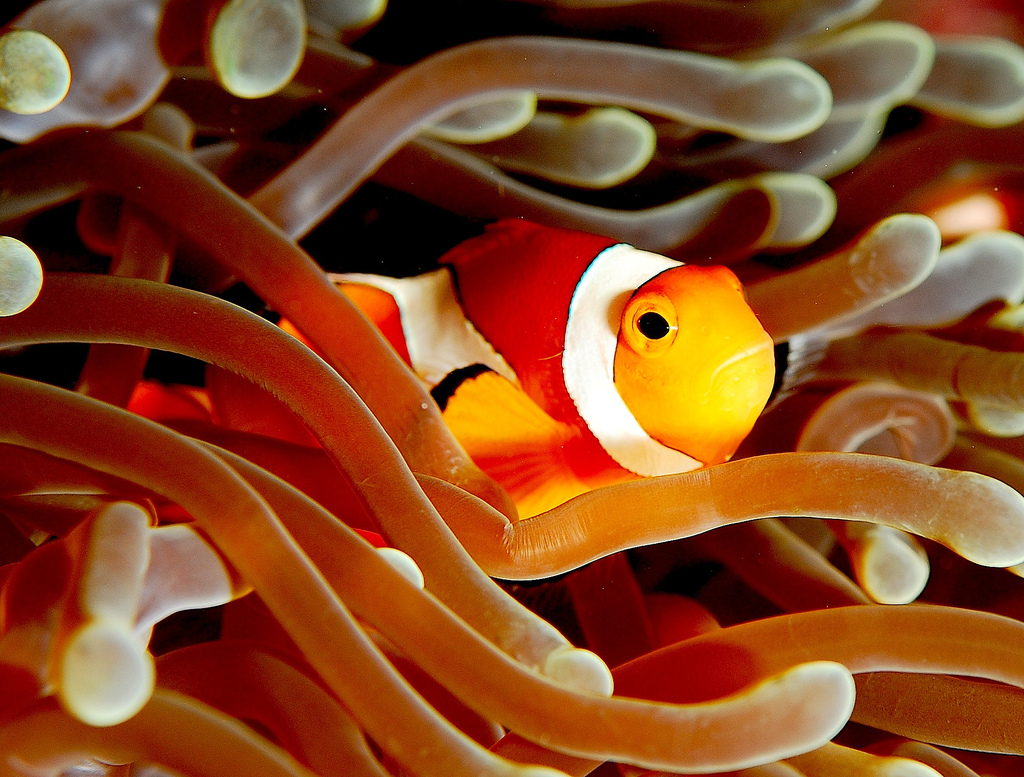
Анемонова риба
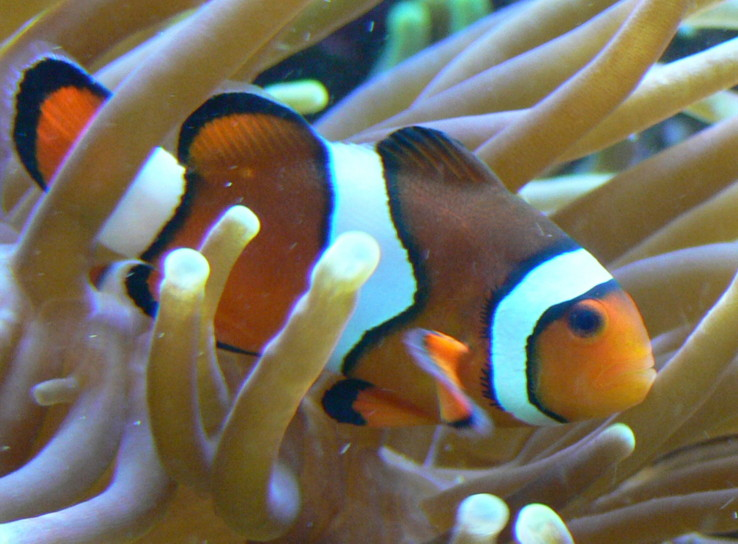
Клоун справжній
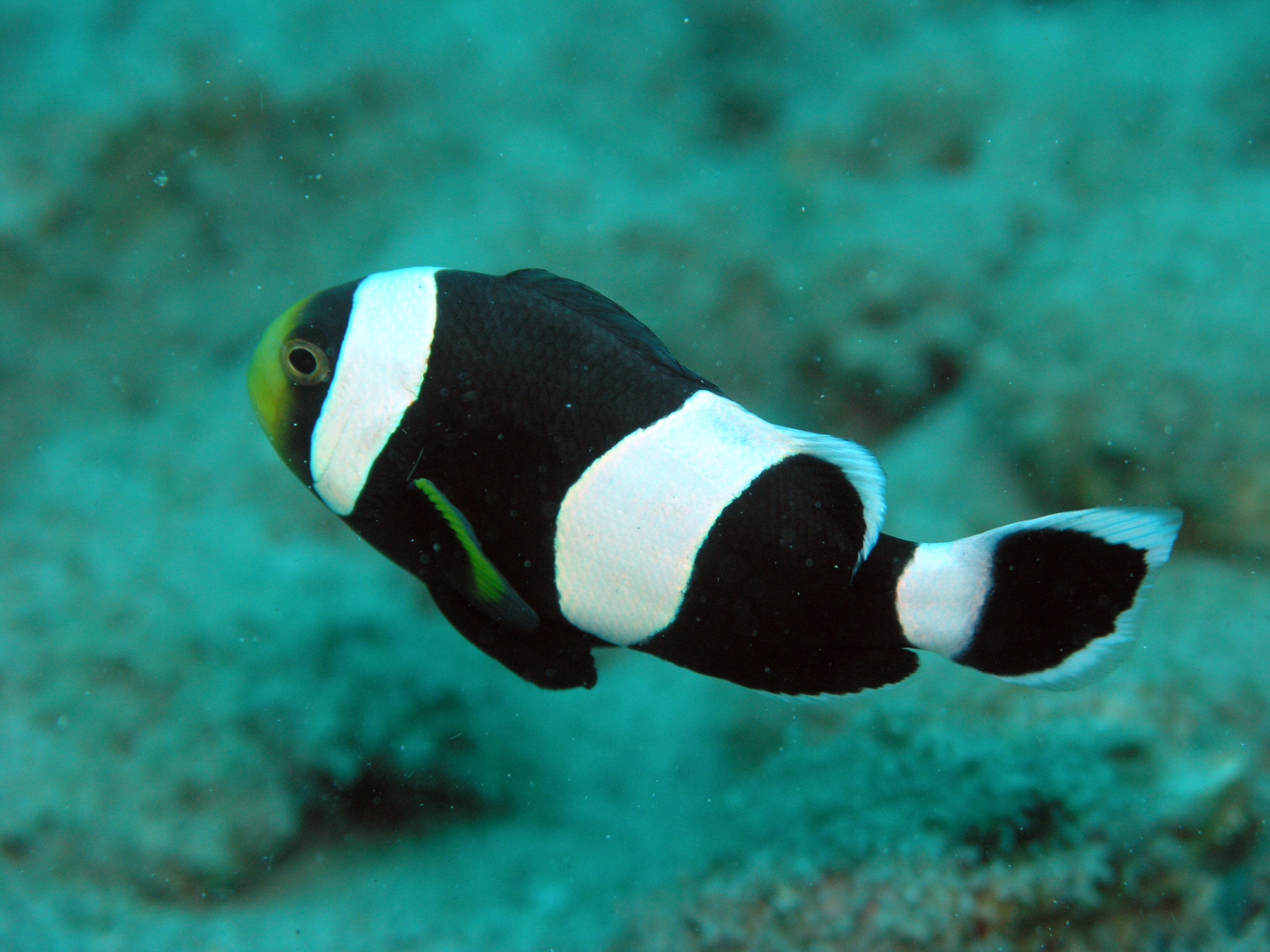
Клоун сідлистий
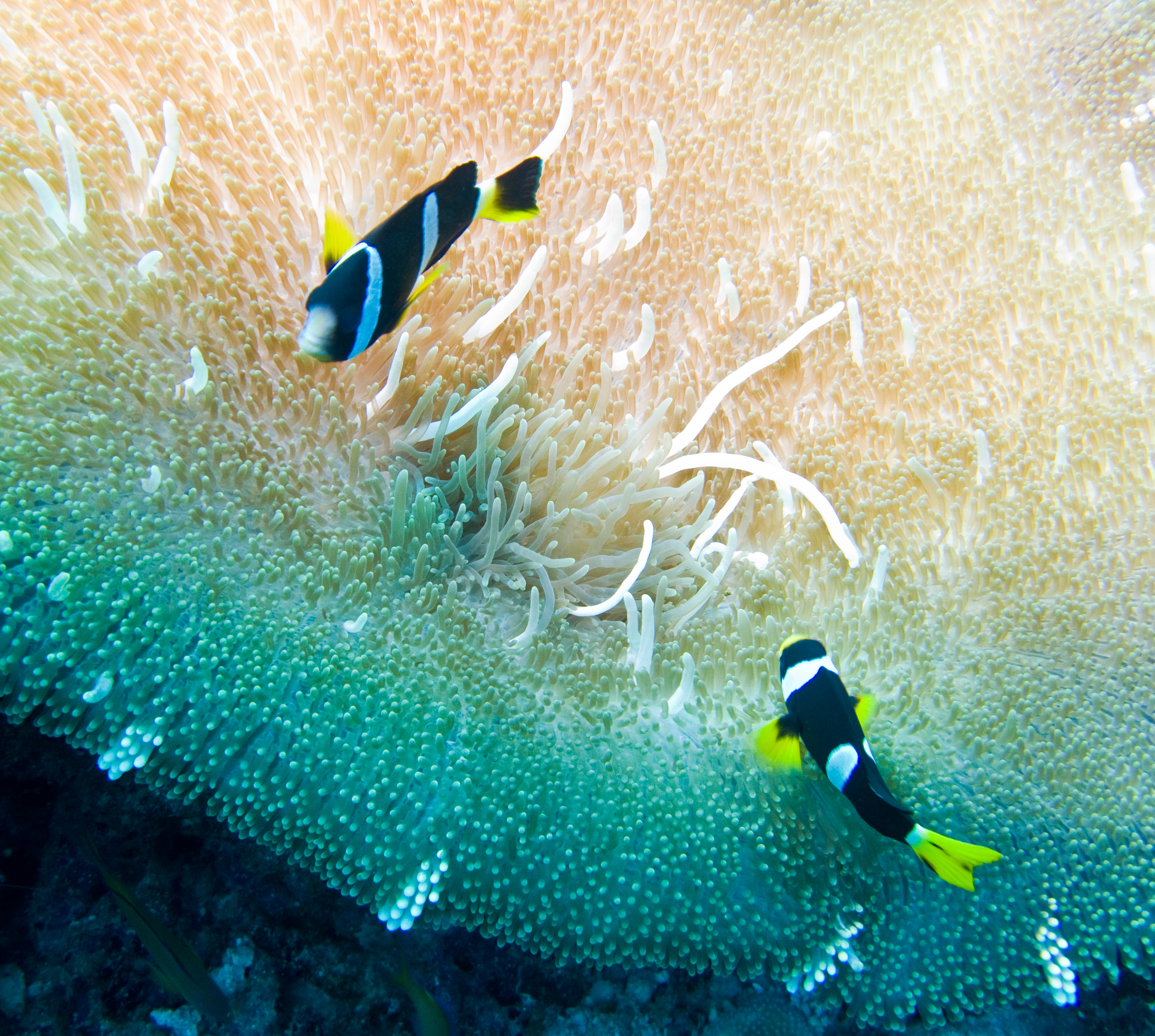
Клоун Себа
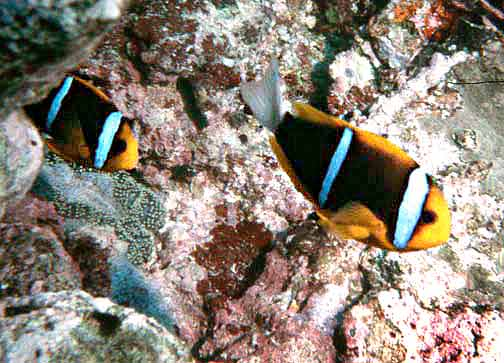
Клоун помаранчевоплавниковий
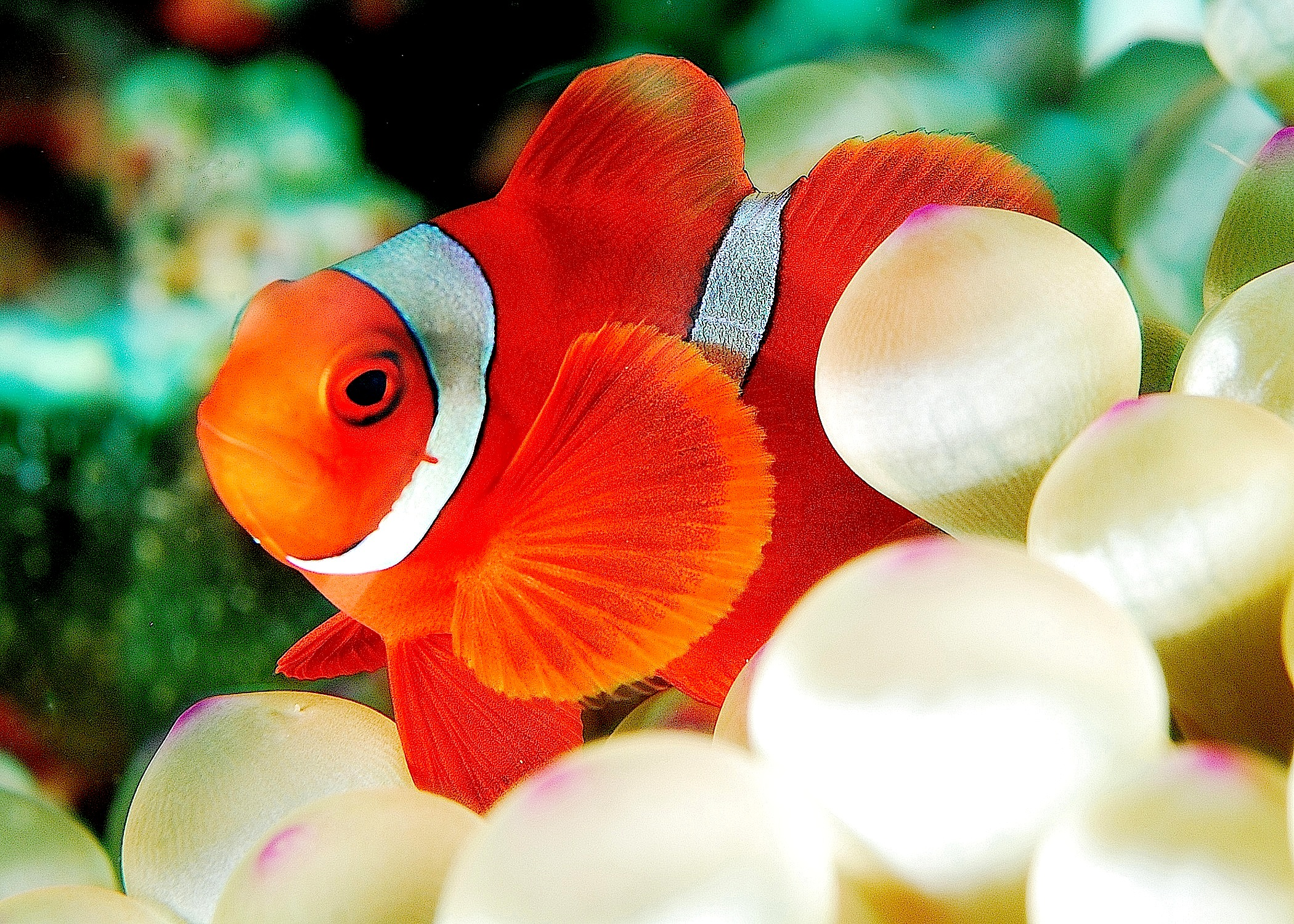
Мавританський клоун